# Marie Ire d'Auvergne
Pour les articles homonymes, voir Marie d'Auvergne et Marie Ire.
Marie Ire (septembre 1376-07/08/1437), fille de Godefroy d'Auvergne (mort vers 1385 ; fils cadet du comte Robert VII et de Marie de Flandre-Termonde-Châteaudun), seigneur de Montgascon (Montgacon à Luzillat et Maringues), et de Jeanne de Ventadour (morte en 1376). Elle épouse le seigneur de La Tour, Bertrand IV.
Elle est comtesse d'Auvergne et de Boulogne (1424-1437).

## Descendance
Elle épouse en 1389 Bertrand IV de La Tour, seigneur de la Tour et de Montgascon, fils de Guy de La Tour, seigneur de La Tour et d'Oliergues, et de Marthe Rogier de Beaufort, et ont :
- Bertrand V († 1461), seigneur de la Tour par son père Bertrand IV, puis comte d'Auvergne en 1437 et baron de Montgascon, à la mort de Marie, sa mère.
- Jeanne († 1426), mariée en 1409 à Béraud III Le Jeune, dauphin d'Auvergne († 1426).
- Isabeau, mariée en 1419 à Louis de Chalencon, vicomte de Polignac.
- Louise, (1410 † 1472), mariée en 1433 à Claude de Montaigu, seigneur de Couches († 1471)